# Duitse Democratische Republiek op de Olympische Zomerspelen 1968
De Duitse Democratische Republiek (DDR) debuteerde op de Olympische Spelen tijdens de Olympische Zomerspelen 1968 in Mexico-Stad, Mexico. Bij de voorgaande edities nam het samen met de Bondsrepubliek Duitsland deel in een Duits eenheidsteam. Direct werd de vijfde plaats in het medailleklassement behaald. In Mexico voerden beide Duitslanden nog wel de vlag en het volkslied (Ode an die Freude) van het Duitse eenheidsteam.

## Medailleoverzicht
| Sport       | Olympiër                                                                                  | Discipline               | Medaille |
| ----------- | ----------------------------------------------------------------------------------------- | ------------------------ | -------- |
| Atletiek    | Christoph Höhne                                                                           | 50km snelwandelen (m)    | Goud     |
| Atletiek    | Margitta Gummel                                                                           | kogelstoten (v)          | Goud     |
| Boksen      | Manfred Wolke                                                                             | -67kg (m)                | Goud     |
| Roeien      | Heinz-Jürgen Bothe Jörg Lucke                                                             | twee-zonder (m)          | Goud     |
| Roeien      | Dieter Schubert Frank Forberger Dieter Grahn Frank Rühle                                  | vier-zonder (m)          | Goud     |
| Worstelen   | Rudolf Vesper                                                                             | -78kg Grieks-Romeins (m) | Goud     |
| Worstelen   | Lothar Metz                                                                               | -87kg Grieks-Romeins (m) | Goud     |
| Zwemmen     | Roland Matthes                                                                            | 100m rugslag (m)         | Goud     |
| Zwemmen     | Roland Matthes                                                                            | 200m rugslag (m)         | Goud     |
| Atletiek    | Klaus Beer                                                                                | verspringen (m)          | Zilver   |
| Atletiek    | Lothar Milde                                                                              | discuswerpen (m)         | Zilver   |
| Atletiek    | Marita Lange                                                                              | kogelstoten (v)          | Zilver   |
| Turnen      | Karin Janz                                                                                | brug ongelijk (v)        | Zilver   |
| Turnen      | Erika Zuchold                                                                             | sprong (v)               | Zilver   |
| Roeien      | Peter Kremtz Dieter Semetzky Manfred Gelpke Roland Göhler Klaus Jacob                     | vier-met (m)             | Zilver   |
| Zwemmen     | Frank Wiegand Horst-Günter Gregor Eugen Henninger Roland Matthes                          | 4x100m wisselslag (m)    | Zilver   |
| Zwemmen     | Helga Lindner                                                                             | 200m vlinderslag (v)     | Zilver   |
| Zwemmen     | Gabriele Wetzko Martina Grunert Roswitha Krause Uta Schmuck                               | 4x100m vrije slag (v)    | Zilver   |
| Atletiek    | Wolfgang Nordwig                                                                          | polsstokhoogspringen (m) | Brons    |
| Schietsport | Harald Vollmar                                                                            | 50m pistool              | Brons    |
| Schietsport | Kurt Czekalla                                                                             | trap                     | Brons    |
| Turnen      | Siegfried Fülle Klaus Köste Peter Weber Günter Beier Matthias Brehme Gerhard Dietrich     | meerkamp team (m)        | Brons    |
| Turnen      | Magdalena Schmidt Ute Starke Erika Zuchold Maritta Bauerschmidt Karin Janz Marianne Noack | meerkamp team (v)        | Brons    |
| Zwemmen     | Sabine Steinbach                                                                          | 400m wisselslag (v)      | Brons    |
| Zeilen      | Paul Borowski Karl-Heinz Thun Konrad Weichert                                             | dragon                   | Brons    |

## Resultaten en deelnemers per onderdeel

### Atletiek
| Olympiër                                                    | Discipline               | Resultaat | Prestatie                                                                        |
| ----------------------------------------------------------- | ------------------------ | --------- | -------------------------------------------------------------------------------- |
| Harald Eggers                                               | 100m (m)                 | 12e       | serie 7: 3de in 10,38 kwartfinale 4: 4de in 10,25 halve finale 1: 7de in 10,29   |
| Heinz Erbstößer                                             | 100m (m)                 | 17e       | serie 5: 2de in 10,42 kwartfinale 2: 5de in 10,28                                |
| Hartmut Schelter                                            | 100m (m)                 | 15e       | serie 6: 2de in 10,34 kwartfinale 3: 2de in 10,29 halve finale 2: 8ste in 10,40  |
| Wolfgang Müller                                             | 400m (m)                 | 14e       | serie 8: 1ste in 46,66 kwartfinale 2: 4de in 46,32 halve finale 1: 8ste in 48,37 |
| Michael Zerbes                                              | 400m (m)                 | 18e       | serie 4: 3de in 46,84 kwartfinale 4: 6de in 46,19                                |
| Dieter Fromm                                                | 800m (m)                 | 14e       | serie 2: 1ste in 1.46,9 halve finale 1: 2de in 1.46,5                            |
| Bernd Dießner                                               | 5000m (m)                | 15e       | serie 1: 6de in 14.41,0                                                          |
| Jürgen Haase                                                | 10000m (m)               | 15e       | 30.24,2                                                                          |
| Heinz Erbstösser Hartmut Schelter Peter Haase Harald Eggers | 4x100m (m)               | 5e        | serie 3: 1ste in 38,9 halve finale 1: 2de in 38,7 finale: 5de in 38,6            |
| Hartmut Schwabe Dieter Fromm Wolfgang Müller Michael Zerbes | 4x400m (m)               | 12e       | serie 1: 4de in 3.07,00                                                          |
| Jürgen Busch                                                | marathon (m)             | 15e       | 2:30.42                                                                          |
| Peter Frenkel                                               | 20km snelwandelen (m)    | 10e       | 1:37.20,8                                                                        |
| Hans-Georg Reimann                                          | 20km snelwandelen (m)    | 7e        | 1:36.31,4                                                                        |
| Gerhard Sperling                                            | 20km snelwandelen (m)    | 5e        | 1:35.27,2                                                                        |
| Christoph Höhne                                             | 50km snelwandelen (m)    | Goud      | 4:20.13,6                                                                        |
| Burkhard Leuschke                                           | 50km snelwandelen (m)    | DNF       | niet gefinisht                                                                   |
| Peter Selzer                                                | 50km snelwandelen (m)    | 4e        | 4:33.09,8                                                                        |
| Klaus Beer                                                  | verspringen (m)          | Zilver    | kwalificatie: 9de met 7,77m finale: 2de met 8,19m                                |
| Klaus Neumann                                               | hink-stap-springen (m)   | 32e       | kwalificatie groep A: 15de met 15,16m                                            |
| Heinz-Günter Schenk                                         | hink-stap-springen (m)   | 26e       | kwalificatie groep A: 15de met 15,61m                                            |
| Wolfgang Nordwig                                            | polsstokhoogspringen (m) | Brons     | kwalificatie groep A: 1ste met 4,90m finale: 3de met 5,40m                       |
| Uwe Grabe                                                   | kogelstoten (m)          | 7e        | kwalificatie groep A: 7de met 19,15m finale: 7de met 19,03m                      |
| Dieter Hoffmann                                             | kogelstoten (m)          | 4e        | kwalificatie groep A: 4de met 19,75m finale: 4de met 20,00m                      |
| Hartmut Losch                                               | discuswerpen (m)         | 4e        | kwalificatie groep A: 2de met 60,40m finale: 4de met 62,12m                      |
| Lothar Milde                                                | discuswerpen (m)         | Zilver    | kwalificatie groep A: 4de met 60,36m finale: 2de met 63,08m                      |
| Günter Schaumburg                                           | discuswerpen (m)         | 10e       | kwalificatie groep A: 5de met 60,14m finale: 10de met 58,62m                     |
| Manfred Stolle                                              | speerwerpen (m)          | 4e        | kwalificatie groep A: 4de met 81,88m finale: 5de met 84,42m                      |
| Helmuth Baumann                                             | kogelslingeren (m)       | 8e        | kwalificatie groep A: 3de met 68,24m finale: 8ste met 68,28m                     |
| Reinhard Theimer                                            | kogelslingeren (m)       | 7e        | kwalificatie groep A: 4de met 68,12m finale: 7de met 68,84m                      |
| Joachim Kirst                                               | tienkamp (m)             | 5e        | 7861 punten                                                                      |
| Manfred Tiedtke                                             | tienkamp (m)             | 10e       | 7551 punten                                                                      |
| Herbert Wessel                                              | tienkamp (m)             | DNF       | niet gefinisht                                                                   |
|                                                             |                          |           |                                                                                  |
| Karin Krebs                                                 | 800m (v)                 | 12e       | serie 1: 4de in 2.07,1 halve finale 1: 5de in 2.08,4                             |
| Barbara Wieck                                               | 800m (v)                 | 18e       | serie 2: 5de in 2.08,5                                                           |
| Karin Balzer                                                | 80m horden (v)           | 5e        | serie 5: 1ste in 10,7 halve finale 1: 4de in 10,8 finale: 5de in 10,6            |
| Bärbel Löhnert                                              | verspringen (v)          | 4e        | kwalificatie groep A: 4de met 6,35m finale: 14de met 4,49m                       |
| Burghild Wieczorek                                          | verspringen (v)          | 4e        | kwalificatie groep B: 6de met 6,30m finale: 4de met 6,48m                        |
| Karin Rüger-Schulze                                         | hoogspringen (v)         | 7e        | kwalificatie: 2de met 1,74m finale: 7de met 1,76m                                |
| Rita Schmidt-Kirst                                          | hoogspringen (v)         | 5e        | kwalificatie: 2de met 1,74m finale: 5de met 1,78m                                |
| Renate Garisch-Culmberger                                   | kogelstoten (v)          | 5e        | 17,72m                                                                           |
| Margitta Gummel                                             | kogelstoten (v)          | Goud      | 19,61m (WR)                                                                      |
| Marita Lange                                                | kogelstoten (v)          | Zilver    | 18,78m                                                                           |
| Karin Illgen                                                | discuswerpen (v)         | 10e       | 52,18m                                                                           |
| Anita Otto                                                  | discuswerpen (v)         | 4e        | 54,40m                                                                           |
| Christine Spielberg                                         | discuswerpen (v)         | 7e        | 52,86m                                                                           |
| Inge Bauer                                                  | vijfkamp (v)             | 7e        | 4849 punten                                                                      |
| Gerda Uhlemann                                              | vijfkamp (v)             | 19e       | 4644 punten                                                                      |

### Boksen
| Olympiër         | Discipline  | Resultaat | Prestatie |
| ---------------- | ----------- | --------- | --- |
| Bernd Englmeier  | -48kg (m)   | 9e        | 1ste ronde: W van PHI Vicera: 5-0 2de ronde: V van MEX Morales: scheidsrechterlijke beslissing                                                                                               |
| Bernd Juterzenka | -54kg (m)   | 17e       | 1ste ronde: vrij 2de ronde: V van IRL Dowling: scheidsrechterlijke beslissing |
| Peter Rieger     | -60kg (m)   | 17e       | 1ste ronde: vrij 2de ronde: V van YUG Svonimir: 2-3 |
| Peter Tiepold    | -63,5kg (m) | 9e        | 1ste ronde: vrij 2de ronde: W van TCH Kucera: 5-0 3de ronde: W van MEX Lozano: 5-0 kwartfinale: V van POL Kulej: 2-3                                                                         |
| Manfred Wolke    | -67kg (m)   | Goud      | 1ste ronde: vrij 2de ronde: W van CUB Molina: 4-1 3de ronde: W van BRA Arrais: 5-0 kwartfinale: W van TUR Sandal: 4-1 halve finale: W van URS Moesalimov: 3-2 finale: W van CMR Bessala: 4-1 |
| Detlef Dahn      | -71kg (m)   | Goud      | 1ste ronde: vrij 2de ronde: V van CUB Garbey: 2-3 |
| Jürgen Schlegel  | -81kg (m)   | 5e        | 1ste ronde: vrij 2de ronde: W van RAU Aman: 4-1 kwartfinale: V van URS Pozniakas: 0-5 |
| Bernd Anders     | +81kg (m)   | 5e        | 1ste ronde: W van CUB Carrillo: scheidsrechterlijke beslissing kwartfinale: V van URS Čepulis: scheidsrechterlijke beslissing                                                                |

### Gewichtheffen
| Olympiër        | Discipline  | Resultaat | Prestatie |
| --------------- | ----------- | --------- | --------- |
| Werner Dittrich | -75kg (m)   | 6e        | 435kg     |
| Karl Arnold     | -82,5kg (m) | 5e        | 467,5kg   |
| Manfred Rieger  | +90kg (m)   | 4e        | 532,5kg   |

### Hockey
| Olympiër | Discipline | Resultaat | Prestatie |
| --- | ---------- | --------- | --- |
| Rainer Stephan Axel Thieme Eckhard Wallossek Klaus Bahner Horst Brennecke Dieter Klauß Lothar Lippert Dieter Ehrlich Karlheinz Freiberger Reinhart Sasse Hans-Dietrich Sasse Rolf Thieme Klaus Träumer Helmut Rabis | mannen     | 11e       | groep A: 6de G van Spanje: 1-1 V van België: 0-4 G van Nieuw-Zeeland: 1-1 V van Bondsrepubliek Duitsland: 2-3 W van Japan: 1-0 W van Mexico: 2-0 V van India: 0-1 11-12de plek: W van Groot-Brittannië: 2-1 |

| Groep A |                          |             |             |             |             |            |            |            |        |
| #       | Land                     | Wedstrijden | Wedstrijden | Wedstrijden | Wedstrijden | Doelpunten | Doelpunten | Doelpunten | Punten |
| #       | Land                     | G           | W           | G           | V           | V          | T          | Saldo      | Punten |
| 1       | India                    | 7           | 6           | 0           | 1           | 20         | 4          | +16        | 12     |
| 2       | Bondsrepubliek Duitsland | 7           | 5           | 1           | 1           | 15         | 5          | +10        | 11     |
| 3       | Nieuw-Zeeland            | 7           | 3           | 4           | 0           | 8          | 4          | +4         | 10     |
| 4       | Spanje                   | 7           | 2           | 3           | 2           | 7          | 5          | +2         | 7      |
| 5       | België                   | 7           | 3           | 1           | 3           | 14         | 9          | +5         | 7      |
| 6       | DDR                      | 7           | 2           | 2           | 3           | 7          | 10         | -3         | 6      |
| 7       | Japan                    | 7           | 1           | 1           | 5           | 4          | 14         | -10        | 3      |
| 8       | Mexico                   | 7           | 0           | 0           | 7           | 2          | 26         | -24        | 0      |

| Datum        | Ronde       | Plaats                   | Land | Score            | Land |
| ------------ | ----------- | ------------------------ | ---- | ---------------- | ---- |
| Groepsfase   |             |                          |      |                  |      |
| 13 oktober   | Mexico-Stad | Spanje                   | 1-1  | DDR              |      |
| 14 oktober   | Mexico-Stad | België                   | 4-0  | DDR              |      |
| 15 oktober   | Mexico-Stad | DDR                      | 1-1  | Nieuw-Zeeland    |      |
| 17 oktober   | Mexico-Stad | Bondsrepubliek Duitsland | 3-2  | DDR              |      |
| 18 oktober   | Mexico-Stad | DDR                      | 1-0  | Japan            |      |
| 20 oktober   | Mexico-Stad | DDR                      | 2-0  | Mexico           |      |
| 21 oktober   | Mexico-Stad | India                    | 1-0  | DDR              |      |
| 11-12de plek |             |                          |      |                  |      |
| 23 oktober   | Mexico-Stad | DDR                      | 2-1  | Groot-Brittannië |      |

### Kanovaren
| Olympiër                                                           | Discipline    | Resultaat | Prestatie                                                                     |
| ------------------------------------------------------------------ | ------------- | --------- | ----------------------------------------------------------------------------- |
| Jürgen Harpke                                                      | C-1 1000m (m) | DNS       | serie 2: niet gestart                                                         |
| Jürgen Harpke Helmut Wagner                                        | C-2 1000m (m) | 6e        | serie 2: 3de in 4.21,8 finale: 6de in 4.22,53                                 |
| Wolfgang Lange                                                     | K-1 1000m (m) | 8e        | serie 3: 3de in 4.05,3 halve finale 1: 3de in 4.04,62 finale: 8ste in 4.10,03 |
| Klaus Heinroth Manfred Ehrhardt                                    | K-2 1000m (m) | 10e       | serie 3: 1ste in 3.50,3 halve finale 3: 4de in 3.51,78                        |
| Joachim Wenzke Klaus-Uwe Will Erhard Riedrich Klaus-Peter Eberling | K-4 1000m (m) | 10e       | serie 3: 2de in 3.23,5 halve finale 2: 3de in 3.23,30 finale: 6de in 3.18,03  |
|                                                                    |               |           |                                                                               |
| Anita Nüssner                                                      | K-1 500m (v)  | 6e        | serie 2: 5de in 2.17,0 herkansingen: 2de in 2.13,42 finale: 6de in 2.16,02    |
| Anita Kobuss Karin Haftenberger                                    | K-2 500m (v)  | 5e        | serie 2: 2de in 2.02,8 finale: 5de in 2.00,18                                 |

### Moderne vijfkamp
| Olympiër                                             | Discipline  | Resultaat | Prestatie    |
| ---------------------------------------------------- | ----------- | --------- | ------------ |
| Karl-Heinz Kutschke                                  | individueel | 4e        | 4764 punten  |
| Wolfgang Luderitz                                    | individueel | 40e       | 3843 punten  |
| Jörg Tscherner                                       | individueel | 15e       | 4515 punten  |
| Karl-Heinz Kutschke Wolfgang Luderitz Jörg Tscherner | team        | 6e        | 13167 punten |

### Paardensport
| Olympiër                                                  | Discipline  | Resultaat | Prestatie          |
| Dressuur                                                  | Dressuur    | Dressuur  | Dressuur           |
| --------------------------------------------------------- | ----------- | --------- | ------------------ |
| Gerhard Brockmüller                                       | individueel | 12e       | 789 punten         |
| Horst Kühler                                              | individueel | 5e        | 1475 punten        |
| Wolfgang Müller                                           | individueel | 16e       | 693 punten         |
| Gerhard Brockmüller Horst Kühler Wolfgang Müller          | team        | 4e        | 2357 punten        |
| Eventing                                                  |             |           |                    |
| Karl-Heinz Fuhrmann                                       | individueel | 25e       | 218,25 strafpunten |
| Helmut Hartmann                                           | individueel | 28e       | 241,46 strafpunten |
| Uwe Plank                                                 | individueel | 27e       | 231,01 strafpunten |
| Ulrich Vite                                               | individueel | DNF       | niet gefinisht     |
| Karl-Heinz Fuhrmann Helmut Hartmann Uwe Plank Ulrich Vite | team        | 7e        | 690,72 strafpunten |

### Roeien
| Olympiër | Discipline      | Resultaat | Prestatie                                                                       |
| --- | --------------- | --------- | ------------------------------------------------------------------------------- |
| Achim Hill | skiff (m)       | 5e        | serie 3: 2de in 7.47,23 halve finale 1: 1ste in 7.48,56 finale: 5de in 8.10,64  |
| Uli Schmied Manfred Haake | dubbel-twee (m) | 5e        |                                                                                 |
| Jörg Lucke Heinz-Jürgen Bothe | twee-zonder (m) | Goud      |                                                                                 |
| Helmut Wollmann Wolfgang Gunkel Klaus-Dieter Neubert                                                                                        | twee-met (m)    | 4e        |                                                                                 |
| Frank Forberger Frank Rühle Dieter Grahn Dieter Schubert                                                                                    | vier-zonder (m) | Goud      |                                                                                 |
| Peter Kremtz Manfred Gelpke Roland Göhler Klaus Jacob Dieter Semetzky                                                                       | vier-met (m)    | Zilver    | serie 1: 1ste in 7.03,60 halve finale 2: 1ste in 6.46,23 finale: 2de in 6.48,20 |
| Peter Hein Klaus-Dieter Bähr Claus Wilke Günter Bergau Peter Gorny Reinhard Zerfowski Manfred Schneider Peter Prompe Karl-Heinz Danielowski | acht (m)        | 7e        | serie 2: 2de in 6.09,48 herkansingen: 3de in 6.21,71 finale B: 1ste in 6.11,69  |

### Schermen
| Olympiër                                                 | Discipline     | Resultaat | Prestatie |
| -------------------------------------------------------- | -------------- | --------- | --------- |
| Klaus Dumke                                              | degen (m)      | 21e       |           |
| Harry Fiedler                                            | degen (m)      | 33e       |           |
| Hans-Peter Schulze                                       | degen (m)      | 20e       |           |
| Bernd Uhlig Klaus Dumke Harry Fiedler Hans-Peter Schulze | degen team (m) | 5e        |           |

### Schietsport
| Olympiër         | Discipline              | Resultaat | Prestatie   |
| ---------------- | ----------------------- | --------- | ----------- |
| Hartmut Sommer   | 50m geweer 3 houdingen  | 26e       | 1138 punten |
| Uto Wunderlich   | 50m geweer 3 houdingen  | 17e       | 1145 punten |
| Werner Heyn      | 50m geweer liggend      | 56e       | 586 punten  |
| Hartmut Sommer   | 50m geweer liggend      | 54e       | 587 punten  |
| Hartmut Sommer   | 300m geweer 3 houdingen | 6e        | 1140 punten |
| Uto Wunderlich   | 300m geweer 3 houdingen | 23e       | 1107 punten |
| Helmut Artelt    | 50m pistool             | 6e        | 555 punten  |
| Harald Vollmar   | 50m pistool             | Brons     | 560 punten  |
| Gerhard Dommrich | 25m snelvuurpistool     | 6e        | 589 punten  |
| Christian Düring | 25m snelvuurpistool     | 4e        | 591 punten  |
| Kurt Czekalla    | trap                    | Brons     | 196 punten  |
| Rudolf Hager     | trap                    | 23e       | 190 punten  |

### Schoonspringen
| Olympiër       | Discipline    | Resultaat | Prestatie                                                     |
| -------------- | ------------- | --------- | ------------------------------------------------------------- |
| Lothar Matthes | 10m toren (m) | 6e        | voorronde: 7de met 92,19 punten finale: 6de met 141,75 punten |
| Rolf Sperling  | 10m toren (m) | 20e       | voorronde: 20ste met 85,51 punten                             |
|                |               |           |                                                               |
| Ingrid Gulbin  | 3m plank (m)  | 6e        | voorronde: 6de met 90,56 punten finale: 5de met 135,82 punten |
| Sylvia Fiedler | 10m toren (v) | 19e       | voorronde: 19de met 43,35 punten                              |
| Claudia Reiche | 10m toren (v) | 23e       | voorronde: 23ste met 41,02 punten                             |

### Turnen
| Olympiër                                                                                  | Discipline               | Resultaat | Prestatie                                                        |
| ----------------------------------------------------------------------------------------- | ------------------------ | --------- | ---------------------------------------------------------------- |
| Klaus Küste                                                                               | brug (m)                 | 4e        | kwalificatie: 3de met 19,45 punten finale: 4de met 19,225 punten |
| Günter Beier                                                                              | meerkamp individueel (m) | 51e       | 108,20 punten                                                    |
| Matthias Brehme                                                                           | meerkamp individueel (m) | 12e       | 112,85 punten                                                    |
| Gerhard Dietrich                                                                          | meerkamp individueel (m) | 34e       | 109,70 punten                                                    |
| Siegfried Fülle                                                                           | meerkamp individueel (m) | 21e       | 111,10 punten                                                    |
| Klaus Küste                                                                               | meerkamp individueel (m) | 16e       | 111,85 punten                                                    |
| Peter Weber                                                                               | meerkamp individueel (m) | 26e       | 110,15 punten                                                    |
| Günter Beier Matthias Brehme Gerhard Dietrich Siegfried Fülle Klaus Küste Peter Weber     | meerkamp team (m)        | Brons     | 557,15 punten                                                    |
|                                                                                           |                          |           |                                                                  |
| Erika Zuchold                                                                             | sprong (v)               | Zilver    | kwalificatie: 2de met 19,65 punten finale: 2de 19,625 punten     |
| Karin Janz                                                                                | brug (v)                 | Zilver    | kwalificatie: 2de met 19,30 punten finale: 2de met 19,500 punten |
| Erika Zuchold                                                                             | brug (v)                 | 5e        | kwalificatie: 6de met 19,05 punten finale: 5de met 19,325 punten |
| Karin Janz                                                                                | balk (v)                 | 4e        | kwalificatie: 4de met 19,05 punten finale: 4de met 19,225 punten |
| Erika Zuchold                                                                             | balk (v)                 | 6e        | kwalificatie: 5de met 19,00 punten finale: 6de met 19,150 punten |
| Maritta Bauerschmidt                                                                      | meerkamp individueel (v) | 12e       | 75,45 punten                                                     |
| Karin Janz                                                                                | meerkamp individueel (v) | 6e        | 76,55 punten                                                     |
| Marianne Noack                                                                            | meerkamp individueel (v) | 27e       | 74,10 punten                                                     |
| Magdalena Schmidt                                                                         | meerkamp individueel (v) | 29e       | 73,95 punten                                                     |
| Ute Starke                                                                                | meerkamp individueel (v) | 22e       | 74,65 punten                                                     |
| Erika Zuchold                                                                             | meerkamp individueel (v) | 4e        | 76,70 punten                                                     |
| Maritta Bauerschmidt Karin Janz Marianne Noack Magdalena Schmidt Ute Starke Erika Zuchold | meerkamp team (v)        | Brons     | 379,10 punten                                                    |

### Volleybal
| Olympiër | Discipline | Resultaat | Prestatie |
| --- | ---------- | --------- | --- |
| Horst Peter Eckhardt Tielscher Siegfried Schneider Manfred Heine Rainer Tscharke Eckhardt Pietzsch Arnold Schulz Rudi Schumann Jürgen Kessel Walter Toissant Jürgen Freiwald Wolfgang Webner | zaal (m)   | 4e        | groepsfase: 4de V van Tsjecho-Slowakije: 2-3 (12-15, 17-15, 16-14, 11-15, 9-15) V van Japan: 0-3 (6-15, 8-15, 13-15) W van Mexico: 3-0 (15-3, 15-5, 15-6) W van België: 3-0 (15-1, 15-7, 15-7) V van Sovjet-Unie: 2-3 (15-10, 9-15, 11-15, 15-12, 5-15) W van Verenigde Staten: 3-0 (15-8, 15-12, 15-10) W van Brazilië: 3-1 (15-13, 15-7, 14-16, 15-12) W van Bulgarije: 3-2 (15-11, 8-15, 15-10, 10-15, 15-7) W van Polen: 3-0 (15-11, 15-6, 15-6) |

| Groepsfase |                   |             |             |             |      |      |       |           |           |           |        |
| #          | Land              | Wedstrijden | Wedstrijden | Wedstrijden | Sets | Sets | Sets  | Setpunten | Setpunten | Setpunten | Punten |
| #          | Land              | G           | W           | V           | V    | T    | Saldo | V         | T         | Saldo     | Punten |
| 1          | Sovjet-Unie       | 9           | 8           | 1           | 26   | 8    | +18   | 464       | 326       | +138      | 17     |
| 2          | Japan             | 9           | 7           | 2           | 24   | 6    | +18   | 430       | 253       | +177      | 16     |
| 3          | Tsjecho-Slowakije | 9           | 7           | 2           | 22   | 15   | +7    | 454       | 412       | +42       | 16     |
| 4          | DDR               | 9           | 6           | 3           | 22   | 12   | +10   | 449       | 373       | +76       | 15     |
| 5          | Polen             | 9           | 6           | 3           | 18   | 11   | +7    | 370       | 281       | +89       | 15     |
| 6          | Bulgarije         | 9           | 4           | 5           | 16   | 17   | -1    | 379       | 385       | -6        | 13     |
| 7          | Verenigde Staten  | 9           | 4           | 5           | 15   | 18   | -3    | 383       | 414       | -31       | 13     |
| 8          | België            | 9           | 2           | 7           | 6    | 24   | -18   | 239       | 417       | -186      | 11     |
| 9          | Brazilië          | 9           | 1           | 8           | 8    | 25   | -17   | 352       | 469       | -117      | 10     |
| 10         | Mexico            | 9           | 0           | 9           | 6    | 27   | -19   | 284       | 474       | -190      | 9      |

| Ronde      | Datum       | Plaats            | Land | Score            | Land |
| ---------- | ----------- | ----------------- | ---- | ---------------- | ---- |
| Groepsfase |             |                   |      |                  |      |
| 13 oktober | Mexico-Stad | Tsjecho-Slowakije | 3-2  | DDR              |      |
| 16 oktober | Mexico-Stad | Japan             | 3-0  | DDR              |      |
| 17 oktober | Mexico-Stad | DDR               | 3-0  | Mexico           |      |
| 19 oktober | Mexico-Stad | DDR               | 3-0  | België           |      |
| 20 oktober | Mexico-Stad | Sovjet-Unie       | 3-2  | DDR              |      |
| 21 oktober | Mexico-Stad | DDR               | 3-0  | Verenigde Staten |      |
| 23 oktober | Mexico-Stad | DDR               | 3-1  | Brazilië         |      |
| 24 oktober | Mexico-Stad | DDR               | 3-2  | Bulgarije        |      |
| 25 oktober | Mexico-Stad | DDR               | 3-0  | Polen            |      |

### Waterpolo
| Olympiër | Discipline | Resultaat | Prestatie |
| --- | ---------- | --------- | --- |
| Hans-Georg Fehn Hans-Ulrich Lange Jürgen Schiller Manfred Herzog Peter Fund Veit Herrmanns Jürgen Kluge Jürgen Thiel Klaus Schlenkrich Peter Schmidt Siegfried Ballerstedt | mannen     | 4e        | groep B: 3de W van Mexico: 12-4 G van Joegoslavië: 4-4 V van Italië: 4-5 W van Griekenland: 11-4 W van Japan: 8-0 W van Verenigde Arabische Republiek: 19-2 W van Nederland: 8-3 5-8ste plek: W van Cuba: 8-2 5-6de plek: V van Verenigde Staten: 4-6 |

| Groep B |                               |             |             |             |             |            |            |            |        |
| #       | Land                          | Wedstrijden | Wedstrijden | Wedstrijden | Wedstrijden | Doelpunten | Doelpunten | Doelpunten | Punten |
| #       | Land                          | G           | W           | G           | V           | V          | T          | Saldo      | Punten |
| 1       | Italië                        | 7           | 6           | 1           | 0           | 48         | 21         | +27        | 13     |
| 2       | Joegoslavië                   | 7           | 5           | 1           | 1           | 65         | 18         | +47        | 11     |
| 3       | DDR                           | 7           | 5           | 1           | 1           | 66         | 22         | +44        | 11     |
| 4       | Nederland                     | 7           | 4           | 1           | 2           | 42         | 28         | +14        | 9      |
| 5       | Japan                         | 7           | 3           | 0           | 4           | 26         | 57         | -31        | 6      |
| 6       | Mexico                        | 7           | 1           | 1           | 5           | 27         | 56         | -29        | 3      |
| 7       | Griekenland                   | 7           | 1           | 0           | 6           | 34         | 62         | -28        | 2      |
| 8       | Verenigde Arabische Republiek | 7           | 0           | 1           | 6           | 21         | 65         | -44        | 1      |

| Ronde       | Datum       | Plaats           | Land | Score                         | Land |
| ----------- | ----------- | ---------------- | ---- | ----------------------------- | ---- |
| Groepsfase  |             |                  |      |                               |      |
| 14 oktober  | Mexico-Stad | Mexico           | 4-12 | DDR                           |      |
| 15 oktober  | Mexico-Stad | DDR              | 4-4  | Joegoslavië                   |      |
| 16 oktober  | Mexico-Stad | Italië           | 5-4  | DDR                           |      |
| 19 oktober  | Mexico-Stad | DDR              | 11-4 | Griekenland                   |      |
| 20 oktober  | Mexico-Stad | DDR              | 8-0  | Japan                         |      |
| 21 oktober  | Mexico-Stad | DDR              | 19-2 | Verenigde Arabische Republiek |      |
| 22 oktober  | Mexico-Stad | DDR              | 8-3  | Nederland                     |      |
| 5-8ste plek |             |                  |      |                               |      |
| 24 oktober  | Mexico-Stad | DDR              | 8-2  | Cuba                          |      |
| 5-6de plek  |             |                  |      |                               |      |
| 25 oktober  | Mexico-Stad | Verenigde Staten | 6-4  | DDR                           |      |

### Wielersport
| Olympiër                                                       | Discipline               | Resultaat | Prestatie  |
| Baan                                                           | Baan                     | Baan      | Baan       |
| -------------------------------------------------------------- | ------------------------ | --------- | ---------- |
| Heinz Richter                                                  | tijdrit (m)              | 10e       | 1.05,61    |
| Werner Otto Hans-Jürgen Geschke                                | tandem (m)               | 5e        |            |
| Heinz Richter Wolfgang Schmelzer Rudolf Franz Manfred Ulbricht | ploegenachtervolging (m) | 9e        |            |
| Baan                                                           |                          |           |            |
| Klaus Ampler Günter Hoffmann Dieter Grabe Axel Peschel         | ploegentijdrit (m)       | 13e       | 2:17.51,29 |

### Worstelen
| Olympiër           | Discipline  | Resultaat   | Prestatie |
| Vrije stijl        | Vrije stijl | Vrije stijl | Vrije stijl |
| ------------------ | ----------- | ----------- | --- |
| Horst Mayer        | -57kg (m)   | 18e         | 1ste ronde: V van POL Żedzicki 2de ronde: V van JPN Uetake                                                     |
| Hans-Jürgen Luczak | -63kg (m)   | 16e         | 1ste ronde: V van TUR Akdağ 2de ronde: V van IRI Seyed-Abbasi                                                  |
| Martin Heinze      | -78kg (m)   | 9e          | 1ste ronde: W van MEX Romero 2de ronde: W van AFG Ayub 3de ronde: V van HUN Bajkó 4de ronde: V van IRI Momeni  |
| Peter Döring       | -87kg (m)   | 6e          | 1ste ronde: V van MGL Mönkhbat 2de ronde: W van GUA Hernández 3de ronde: vrij 4de ronde: V van TUR Gürsoy      |
| Gerd Bachmann      | -97kg (m)   | 8e          | 1ste ronde: V van USA Lewis 2de ronde: G van ROU Negut 3de ronde: W van JPN Kawano                             |
| Grieks-Romeins     |             |             | |
| Hartmut Puls       | -57kg (m)   | 20e         | 1ste ronde: G van BEL Spaenhoven 2de ronde: V van JPN Sakurama                                                 |
| Lothar Schneider   | -63kg (m)   | 8e          | 1ste ronde: G van FIN Laakso 2de ronde: W van BEL Dutz 3de ronde: G van ROU Popescu 4de ronde: V van URS Rurua |
| Klaus Pohl         | -70kg (m)   | 11e         | |
| Rudolf Vesper      | -78kg (m)   | Goud        | |
| Lothar Metz        | -87kg (m)   | Goud        | |
| Jürgen Klinge      | -97kg (m)   | 13e         | |

### Zeilen
| Olympiër                                      | Discipline      | Resultaat | Prestatie                           |
| --------------------------------------------- | --------------- | --------- | ----------------------------------- |
| Jürgen Mier                                   | finn            | 13e       | 117,7 punten: (DNF-14-5-26-9-23-6)  |
| Hans-Jürgen Cochius Werner Christoph          | flying dutchman | 12e       | 103,7 punten: (13-10-16-13-19-6-10) |
| Hartmann Bogumil Udo Springsklee              | star            | 14e       | 106,7 punten: (16-15-12-6-11-17-11) |
| Paul Borowski Karl-Heinz Thun Konrad Weichert | dragon          | Brons     | 32,7 punten: (1-2-3-4-4-6-4)        |

### Zwemmen
| Olympiër                                                        | Discipline            | Resultaat    | Prestatie                                                                        |
| --------------------------------------------------------------- | --------------------- | ------------ | -------------------------------------------------------------------------------- |
| Alfred Müller                                                   | 400m vrije slag (m)   | 14e          | serie 2: 5de in 4.26,4                                                           |
| Karl-Rüdiger Mann                                               | 1500m vrije slag (m)  | 9e           | serie 2: 3de in 17.37,6                                                          |
| Roland Matthes                                                  | 100m rugslag (m)      | Goud         | serie 2: 1ste in 1.01,0 halve finale 2: 1ste in 1.01,3 finale: 1ste in 58,7 (OR) |
| Roland Matthes                                                  | 200m rugslag (m)      | Goud         | serie 3: 1ste in 2.13,6 finale: 1ste in 2.09,6 (OR)                              |
| Joachim Röther                                                  | 200m rugslag (m)      | 7e           | serie 3: 3de in 2.16,1 finale: 7de in 2.15,8                                     |
| Egon Henninger                                                  | 100m schoolslag (m)   | 8e           | serie 3: 1ste in 1.09,6 finale: 8ste in 1.09,7                                   |
| Klaus Katzur                                                    | 100m schoolslag (m)   | halve finale | serie 1: 2de in 1.09,4                                                           |
| Egon Henninger                                                  | 200m schoolslag (m)   | 6e           | serie 2: 2de in 2.34,2 finale: 6de in 2.33,2                                     |
| Klaus Katzur                                                    | 200m schoolslag (m)   | 10e          | serie 5: 3de in 2.36,2                                                           |
| Horst-Günter Gregor                                             | 100m vlinderslag (m)  | halve finale | serie 3: 4de in 59,8                                                             |
| Frank Wiegand                                                   | 200m wisselslag (m)   | 11e          | serie 2: 3de in 2.18,0                                                           |
| Frank Wiegand Horst-Günter Gregor Udo Poser Lothar Gericke      | 4x100m vrije slag (m) | 5e           | serie 2: 4de in 3.40,5 finale: 5de in 3.38,8                                     |
| Frank Wiegand Horst-Günter Gregor Alfred Müller Jochen Herbst   | 4x200m vrije slag (m) | 7e           | serie 3: 2de in 8.11,2 finale: 7de                                               |
| Roland Matthes Egon Henninger Horst-Günter Gregor Frank Wiegand | 4x100m wisselslag (m) | Zilver       | serie 2: 2de in 4.04,1 finale: 2de                                               |
|                                                                 |                       |              |                                                                                  |
| Martina Grunert                                                 | 100m vrije slag (v)   | 5e           | serie 5: 2de in 1.03,2 finale: 5de in 1.01,0                                     |
| Roswitha Krause                                                 | 100m vrije slag (v)   | halve finale | serie 6: 2de in 1.03,3                                                           |
| Uta Schmuck                                                     | 100m vrije slag (v)   | halve finale | serie 4: 3de in 1.03,1                                                           |
| Gabriele Wetzko                                                 | 200m vrije slag (v)   | 4e           | serie 4: 1ste in 2.14,7 finale: 4de in 2.12,3                                    |
| Gabriele Wetzko                                                 | 400m vrije slag (v)   | 4e           | serie 1: 2de in 4.49,8 finale: 5de in 4.40,2                                     |
| Sigrid Goral                                                    | 800m vrije slag (v)   | 11e          | serie 1: 3de in 10.09,3                                                          |
| Sabine Rantzsch                                                 | 800m vrije slag (v)   | 13e          | serie 3: 4de in 10.18,4                                                          |
| Doris Kohardt                                                   | 200m rugslag (v)      | 9e           | serie 4: 3de in 2.34,7                                                           |
| Helga Lindner                                                   | 100m vlinderslag (v)  | 8e           | serie 4: 1ste in 1.08,0 finale: 8ste in 1.07,6                                   |
| Christine Strübing                                              | 100m vlinderslag (v)  | halve finale | serie 2: 3de in 1.09,2                                                           |
| Helga Lindner                                                   | 200m vlinderslag (v)  | Zilver       | serie 4: 2de in 2.29,4 finale: 2de in 2.24,8                                     |
| Christine Strübing                                              | 200m vlinderslag (v)  | 10e          | serie 3: 3de in 2.39,0                                                           |
| Marianne Seydel                                                 | 200m wisselslag (v)   | 6e           | serie 5: 1ste in 2.32,8 finale: 6de in 2.33,7                                    |
| Sabine Steinbach                                                | 200m wisselslag (v)   | 4e           | serie 1: 1ste in 2.33,2 finale: 4de in 2.31,4                                    |
| Marianne Seydel                                                 | 400m wisselslag (v)   | 6e           | serie 4: 1ste in 5.30,9 finale: 6de in 5.32,0                                    |
| Sabine Steinbach                                                | 400m wisselslag (v)   | Brons        | serie 2: 1ste in 5.31,3 finale: 3de in 5.25,3                                    |
| Eva Wittke                                                      | 400m wisselslag (v)   | 13e          | serie 4: 3de in 5.40,6                                                           |
| Gabriele Wetzko Roswitha Krause Uta Schmuck Gabriele Perthes    | 4x100m vrije slag (v) | Zilver       | serie 3: 1ste in 4.10,3 finale: 2de                                              |
| Martina Grunert Eva Wittke Helga Lindner Uta Schmuck            | 4x100m wisselslag (v) | 5e           | serie 1: 2de in 4.39,3 finale: 5de                                               |

Afghanistan · Algerije · Amerikaanse Maagdeneilanden · Argentinië · Australië · Bahama's · Barbados · België · Bermuda · Birma · Bolivia · Bondsrepubliek Duitsland · Brazilië · Brits-Honduras · Bulgarije · Canada · Centraal-Afrikaanse Republiek · Ceylon · Chili · Colombia · Congo-Kinshasa · Costa Rica · Cuba · Denemarken · Dominicaanse Republiek · Duitse Democratische Republiek · Ecuador · El Salvador · Ethiopië · Fiji · Filipijnen · Finland · Frankrijk · Ghana · Griekenland · Groot-Brittannië · Guatemala · Guinee · Guyana · Honduras · Hongarije · Hongkong · Ierland · IJsland · India · Indonesië · Irak · Iran · Israël · Italië · Ivoorkust · Jamaica · Japan · Joegoslavië · Kameroen · Kenia · Koeweit · Libanon · Libië · Liechtenstein · Luxemburg · Madagaskar · Maleisië · Mali · Malta · Marokko · Mexico · Monaco · Mongolië · Nederland · Nederlandse Antillen · Nicaragua · Nieuw-Zeeland · Niger · Nigeria · Noorwegen · Oeganda · Oostenrijk · Pakistan · Panama · Paraguay · Peru · Polen · Portugal · Puerto Rico · Roemenië · San Marino · Senegal · Sierra Leone · Singapore · Soedan · Sovjet-Unie · Spanje · Suriname · Syrië · Taiwan · Tanzania · Thailand · Trinidad en Tobago · Tunesië · Turkije · Tsjaad · Tsjecho-Slowakije · Uruguay · Venezuela · Verenigde Arabische Republiek · Verenigde Staten · Vietnam · Zambia · Zuid-Korea · Zweden · Zwitserland